# OF-40
OF-40은 1981년도에 실전배치한 이탈리아의 주력전차(탱크)다.

## 개요
피상적으로, OF-40 은 용접 된 포탑 (Leopard 1A3 & 1A4) 이있는 독일 표범 1의 버전과 매우 유사하다. OF-40은 1974년 이래로 OTO Melara의 라이센스하에 생산 된 Leopard 1과 공통된 구성 요소를 공유한다. OF-40은 기존의 현대식 탱크 설계를 따르다. 운전자는 선체의 오른쪽 전면에 위치하고 탄약 저장 장치와 NBC 과압 시스템이 운전자 왼쪽에 있다. 터렛은 포탑의 오른쪽에 포수와 사령관이 있고 왼쪽에 로더가있는 탱크의 중간에 위치한다.

### 무장
OTO Melara가 독점적으로 개발한 소총, 52 구경 배럴을 가진 105mm 주총으로 구성되어 있다. 대포에는 열 슬리브, 연무 추출기 및 반자동 브리치 메커니즘이 장착되어 있으며 전기 유압 구동 시스템으로 수직 및 수평 축 모두를 겨냥한다. 메인 총 그러나 안정되지 않는다. 대포는 APDS (1470 m / s 총구 속도), HEAT (1170 m / s), HESH (730 m / s), 방화 및 연기 라운드와 함께 NATO 표준 105 mm 탄약을 사용한다. 두 대의 7.62mm 기관총 이 2 차 무장을 구성합니다 : 주포에 종속 된 전기식 동축 기관총과 포탑의 로더 해치 옆에 설치된 대공포 핀틀의 두 번째 총.
탱크는 Officine Galileo가 개발한 고급 화재 통제 시스템을 사용한다. 지휘관은 프랑스의 SFIM과 공동 개발한 배율 8 배의 독립적 인 안정된 VS 580-B 주간 / 야간 광경을 갖추고 있었다. 이 시야는 사령관의 해치 앞에 있는 기갑 된 포탑에 있다. 탱크 포수는 8x C125 텔레스코픽 조준경을 사용하여 주포와 동축 MG에서 발사한다. 이 시력은 유효 범위가 400에서 10,000 m 인 Selenia VAQ-33 레이저 거리계와 함께 정렬된다.

### 엔진
OF-40은 독일 제의 MTU MB 838 Ca M500 디젤 모터에 의해 구동되며,이 모터는 약 출력을 제공한다. 2,200 RPM에서 610 kW . MB 838 Ca M500은 90 ° Vee 구성의 4 행정, 터보 차지, 10 기통 멀티 연료 엔진으로 유체 토오크 컨버터와 4 개의 전진 및 2 개의 주행 변속기가있는 ZF 전동 시스템에 연결됩니다 후진 기어. 엔진은 액 냉식이며 과열 상태를 감지하고 엔진 데크에서 냉각 팬을 작동시키는 자동 공랭식 시스템을 통해 건조 환경에서의 작동을 위해 최적화되었다. 엔진 실에는 또한 자동 소화 시스템이 있다.
구동 장치는 14 개의 (2 × 7) 고무로 덮인 이중의 쓰레 디드로드 휠, 2 개의 아이들러 휠 (선체 전면에 있음), 2 개의 구동 스프로킷 (후방 선체) 및 2 개의 트랙을지지하는 10 개의 (2 × 5) 리턴 롤러로 구성된다. 트랙의 수명은 약이다. 2,500 km. OF-40은로드 first의 첫 번째, 두 번째, 세 번째, 여섯 번째 및 일곱 번째 쌍에 유압식 충격 흡수 장치와 마찰 댐퍼가있는 독립적 인 토션 바 서스펜션 시스템에 장착된다.
이 탱크는 스노클을 사용하여 제한된 깊이까지 물속을 따라 엔진에 공급할 수 있으며 포딩 중에 탱크에서 물을 배출하는 데 사용되는 120 l / min의 정격 2 개의 워터 펌프가 장착되어 있다.

## 운용 국가
- 아랍에미리트 - 40대

## 같이 보기
- C-1 아리에떼
- 레오파르트 1
- 74식 전차
- 주력전차